# Lithostege buxtoni
Lithostege buxtoni är en fjärilsart som beskrevs av Louis Beethoven Prout 1920. Lithostege buxtoni ingår i släktet Lithostege och familjen mätare. Inga underarter finns listade i Catalogue of Life.